# 프레쉬필즈 브룩하우스 데링거
프레쉬필즈 브룩하우스 데링거(Freshfields Bruckhaus Deringer) 또는 프레쉬필즈는 1743년에 설립된 런던에 본사를 두고 있는 다국적 로펌이자 영국 엘리트 로펌의 매직 서클 회원이다.
프레쉬필즈는 매직 서클 내에서도 가장 오래된 로펌이며, 세계에서 가장 오래된 국제 법률 사무소로 알려져 있다. 프레쉬필즈는 18세기 초에 설립되어, 당시 영국은행의 로펌으로 임명되어, 200여년이 지난 지금까지 영국은행의 법률 자문을 맡아오고 있다.
프레쉬필즈는 유럽, 영국 및 아시아 태평양 지역 M&A 부문 상위 순위 법률 사무소이다. 2015년 현재로서는 거래 가치로 세계 상위 5개의 로펌에 든 유일한 매직 서클 회원이며, 유럽 M&A 값을 기준으로 최상위 순위에 드는 법률 사무소이다. 2014년 톰슨 로이터 영국 M&A 차트에서 프레쉬필즈는 2위 로펌에 비해 50%이상 높은, $118억에 달하는 91개의 거래를 자문하였다.
금융 에디터들 사이에서 인수 사업의 비공식적 측정 방법은 오후 11시쯤 프레쉬필즈 오피스가 위치한 거리에 대기 하고 있는 택시의 수 라고 한다: 끝이 보이지 않는 긴 줄은, 프레쉬필즈 내에서 진행되고 있는 고가 인수 합병 건수를 보여주고 있다고 한다.

## 역사
프레쉬필즈의 기원은 1743년도로부터 시작되었다. 파트너 사무엘 도드가 영국 은행의 변호사로 임명되었고 그 후로 프레쉬필즈는 영국 은행의 법률 자문을 수행해 왔다.
프레쉬필즈는 2008년 금융위기 때도 꾸준히 영국 은행, Northern Rock 그리고 독일 정부 에게 법률 자문을 제공하였고, Royal Mail, Northern Rock, Lloyds Bank, Royal Bank of Scotland 그리고 Eurostar의 민영화를 진행 하는 동안 영국 정부의 대리인으로서 활동 하기도 했다. 프레쉬필즈는 아시아, 유럽, 중동 및 북미 전역에 17개의 국가에 걸쳐 총 27개의 사무소를 두고 있고, 그곳에서 국가, 다국적 기업 및 금융 기관에게 활발한 법률 조언을 하고 있다.
회사의 이름인 프레쉬필드는 제임스 윌리엄 프레쉬필드라는 회사 소속 변호사로부터 유래하였는데, 그는 소년시절부터 보았던 존 프레쉬필드의 투구를 사용하였고, 그것은 추후에 희사의 마크로 사용되었다. 그 마크는 미카엘 성인을 상징하며, 창을 들고 있는 천사로 묘사된다.
당시 William Gladstone, Sir Robert Peel 그리고 Nath Meyer Rothschild등 저명한 인사들이 프레쉬필드의 클라이언트였다.
Brukhaus Westrick Heller Lober는 1840년 함부르크에서 시작되었으며, 프레쉬필즈와 합병 당시 독일에서 가장 큰 두 개의 법률 사무소 중 하나였다.   Deringer Tessin Herrmann & Sedemund는 1962년 Arved Derigner 와 Claus Tessin이 창립하였으며, 1970년 이후엔 쾰른에 본사를 두었다.
프레쉬필즈 브룩하우스 데링거는 2000년에 영국에 기반을 둔 프레쉬필즈가 독일에 기반을 둔 Deringer, Tessin, Herrmann & Sedmund와 독일과 오스티리아에 기반을 둔 Bruckhaus Westick, Heller, Lober와 함께 합병을 하면서 만들어졌다.
본회사는 제임스 윌리엄 프레쉬필드 (1775-1864) 가 파트너로 선출 될 때까지 여러 파트너들의 이름에 따라 회사명을 수 차례 바꿨었다.  제임스 프레쉬필드, 그의 아들과 손자들도 본 회사에서 일을 했으며 마지막 프레쉬필드 자손은 1918년 은퇴하였다.

## 수상경력
- "Global Law Firm of the Year" (Who's Who Legal Awards 2013, 2014 );
- "Most Highly Regarded M&A Law Firm in the World" (Who's Who Legal 2012, 2013 and 2014);
- "European M&A Legal Adviser of the Year" (Mergermarket European Awards 2014);
- "M&A Team of the Year Asia" (Asia Legal Awards 2015);
- "M&A Team of the Year" (British Legal Awards 2014);
- "M&A team of the year" (IFLR European Awards 2010);
- "M&A team of the year" (British Legal Awards 2009 and 2008);
- "Germany law firm of the year";
- "UK law firm of the year" (Chambers Europe Awards for Excellence 2009);
- "Most innovative law firm" (Financial Times Innovative Lawyers Awards 2009);
- "Law firm of the year" (The Lawyer Awards 2008);
- "International law firm of the year" (PLC Which Lawyer? Awards 2008).

프레쉬필즈는 공정 거래 법률 부문 “글로벌 엘리트 로펌 지수”에서 세계 로펌 순위 최 상단에 위치 하였다.

## 한국관련 법률 자문
한국 관련 법률 자문
- 아시아 역사 상 최대 규모 PE M&A 자문: 영국 테스코 그룹, 한국 홈플러스 그룹을 한국계 사모펀드 ‘MBK 파트너스’에게 42억 파운드 (한화 7조 600억)에 매각

- 이란계 가전 업체 ‘엔텍합그룹’이 한국 정부를 대상으로 제기한 투자자-국가 간 소송 (ISD)에서 한국정부를  대리함

## 같이 보기
- 세계의 로펌
- 매직서클